# سیلوانو وارناگن
سیلوانو وارناگن (انگلیسی: Silvano Varnhagen؛ زادهٔ ۴ فوریهٔ ۱۹۹۳) بازیکن فوتبال اهل آلمان است.
از باشگاه‌هایی که در آن بازی کرده‌است می‌توان به باشگاه فوتبال کارلسروهه اشاره کرد.